# Puthia
Puthia è un sottodistretto (upazila) del Bangladesh situato nel distretto di Rajshahi, divisione di Rajshahi. Si estende su una superficie di 192,64 km² e conta una popolazione di 207.490  abitanti (censimento 2011).